# 알레르기
알레르기(독일어: Allergie, 문화어: 알레르기아) 또는 앨러지(영어: allergy)는 면역 시스템의 오작동으로 보통 사람에게는 별 영향이 없는 물질이 어떤 사람에게만 두드러기, 가려움, 콧물, 기침등 이상 과민 반응을 일으키는 것을 말한다. 한편 아나필락시스와 같이 심한 경우 호흡곤란,급성저혈압 및 쇼크 등 생명징후(VS)에 위험한 증상을 일으킬수있다.

## 어원
알레르기는 "과민 반응"이라는 뜻이다. 그리스어 낱말 allos가 어원이며, 이는 "다른(other)"을 뜻한다. 알러지 또는 앨러지는 영어 발음, 알레르기는 독일어식 발음으로 한국어에선 둘 다 혼용되어 통용되나 표준어는 알레르기이다.

## 역사
"알레르기"라는 개념은 1906년 오스트리아 빈의 소아청소년과학자 클레멘스 폰 피르케가 그의 환자들 가운데 몇몇이 먼지, 꽃가루, 특정 음식과 같은 일반적으로 무해한 실체에 과도하게 반응하는 것을 보고 소개하였다.

## 기전
알레르기를 일으키는 물질을 알레르겐 또는 항원이라고 한다. 꽃가루나 항생제가 한 예이다. 식품이 일으키는 알레르기를 식품 알레르기라고 한다. 항원이 우리 몸에 들어오면 항체가 만들어지고 항원항체반응이 일어나게 된다. 이로 인해 알레르기의 증상이 생긴다. 항체의 종류에 따라 I, II, III, IV, V형 다섯 가지로 분류한다.
한냉 알레르기, 햇빛 알레르기도 있다. 즉 차가우면 알레르기가 생기거나 햇빛에 노출되면 알레르기가 유발되는 것이다. 알레르기는 접촉성 피부염이나 과민 반응, 혹은 독반응이나 부작용과 구별되어야 한다. 면역 과민 반응에는 알레르기 반응, 접촉성 피부염, 과민성 쇼크 반응 등 5가지로 나누며 약간씩 유발의 원인이 되는 항원-항체 반응이 다르다. 그러나 치료는 비슷하다. 면역 과민 반응이란, 보통 사람은 항원으로 인식하지 않는 것을 항원으로 인식하는 것을 말한다. 즉 인체는 해로운 물질을 항원으로 인식하고 항체를 만들어 이를 제거하려고 하는데, 보통사람은 항원으로 인식하지 않는 물질을 항원으로 인식하여 항원-항체 반응을 일으키는 것이다. 심한 경우에는 모든 육류, 즉 단백질에 항원-항체 반응을 일으키기도 한다. 이런 사람은 고기만 먹으면 항원-항체 반응, 알레르기가 유발된다. 가장 많은 항원 물질은 단백질이다.
진화학에 따르면, B세포나 T세포가 분자적인 방법으로 외부의 물질을 제거할 수 없을 때, 물리적인 힘을 이용해서 외부의 병원균을 없애기 위해 만들어진 기전(메커니즘)으로 보기도 한다. 즉, 외부에서 유해한 물질이 들어 왔는데 분자적인 기작을 통해 제거할 수 없으므로 물리적으로 재채기 등을 하게 하여 밖으로 방출하기 위해 만들어졌다고 보는 것이다.

## 분류
- I 형 : 급성반응과 초급성반응, 아나필락시스, 혈관부종, 기관지경련
- II 형 : 항체 의존 세포독성-용혈성 빈혈, 간질성신염
- III 형: 면역 복합체 질병-혈청병
- IV 형: 세포매개,혹은 지연성 과민 반응-접촉성피부성, 항원 노출 48 ~ 72시간 뒤에 반응이 나타난다.[13]
- V 형 : 특발성 황반 발진(idiopathic Maculopapular rash), 스티븐스-존슨 증후군

## 치료
- 유발 항원 회피=항원이 될 수 있는 물질과 접촉하지 않는 것이 최선의 예방이다.
  - 미국소아과학회(AAP) 지침에 근거해 만들어진 기존 권고의 주된 이유는 '너무 일찍부터 땅콩 제품을 먹이면 생명을 위협할 수 있는 치명적 알레르기 반응을 일으킬 수 있기 때문'이었다.[14]
  - 미국국립보건원(NIH) 산하 국립 알레르기 및 감염질환연구소(NIAID) 은 "알레르기 관련 개정 지침"에서 땅콩 알레르기에 걸릴 위험성이 있는 아기는 생후 4~6개월부터 땅콩이 든 식품을 먹이는 것이 알레르기 예방에 좋다고 권고하였으나 식이 섭취량의 조절과 의료전문가의 관찰등 임상적 과정과 의학적 조건이 전제로 제시되었다.[14]
  - AAP는 "우유ㆍ달걀ㆍ땅콩ㆍ생선ㆍ견과류 등 식품이 알레르기를 일으키기 쉬운 식품임을 전제로 알레르기 유발식품의 섭취를 늦추도록 권할 과학적 근거가 없다”고 입장을 바꿨지만 이러한 새로운 가이드라인 역시 임상적 과정과 의학적 조건을 다룰수있는 의료전문가의 관찰하에 진행되야한다는점을 전제하고있다.[14]
- 항히스타민 주사. 정주, 근주, 피하 주사, 혹은 경구 투여
- 스테로이드 주사
- 심하게 가려워 잠을 못잘 정도면 수면제 처방을 할 수도 있다
- 예외는 있으나 피부를 시원하게 해주면 덜 가렵다.
- 항체 주사를 맞으면서 알레르기 반응을 줄이는 면역 치료법이 있으나, 장기간 치료가 필요하며, 비용도 비교적 비싼 치료법이다.
- 기존 권고의 주된 이유는 '너무 일찍부터 땅콩 제품을 먹이면 생명을 위협할 수 있는 치명적 알레르기 반응을 일으킬 수 있기 때문'이었다.[14]

## 유의 사항
대개의 두드러기는 처음 주사를 맞으면 곧 좋아지지만, 다시 하루 이틀 내에 재발하기도 한다. 그리고 옻이 항원이면 한 달 이상 증상이 계속 되기도 하므로 유의하여야 한다. 한편 알레르기로 인한 주요 식품의 섭취제한은 성장기 발달 및 세포성장 그리고 에너지대사에 심각한 불균형을 초래할 수 있다. 따라서 알레르기 유발 식품에 대한 대체 식품의 섭취로 영양분을 보충하는 균형있는 식단이 무엇보다 중요하다.

## 같이 보기
- 알레르기성 비염(화분증)
- 투베르쿨린(결핵 검사)
- 유제품 알레르기